# 제임스 마라페
제임스 마라페(James Marape, 1971년 4월 28일 ~ )는 파푸아뉴기니의 정치인으로, 제9대 파푸아뉴기니의 총리로 재임 중이다.
파푸아뉴기니 최대의 민족집단인 훌리족(Huli) 출신이며, 2002년부터 국회의원으로 선출되어왔다. 아버지는 재림교 목사였으며 그 자신도 강한 기독교적 신념을 드러내고 있다.
2012년부터 피터 오닐 내각에서 재무장관으로 있었으며 2019년 오닐의 뒤를 이어 파푸아뉴기니의 총리로 취임했으며 곧 소속을 팡구당(Pangu Party)로 바꾸었다.

## 같이 보기
- 파푸아뉴기니의 총리